# 吉首南站
吉首南站是位于湖南吉首市乾州街道的一个铁路车站，邮政编码416007，有焦柳铁路经过该站。车站建于1978年，原名乾州站，1992年3月1日起改为现名。车站隶属广铁集团，是四等站，现仅办理货运业务。